# Tsukumogami

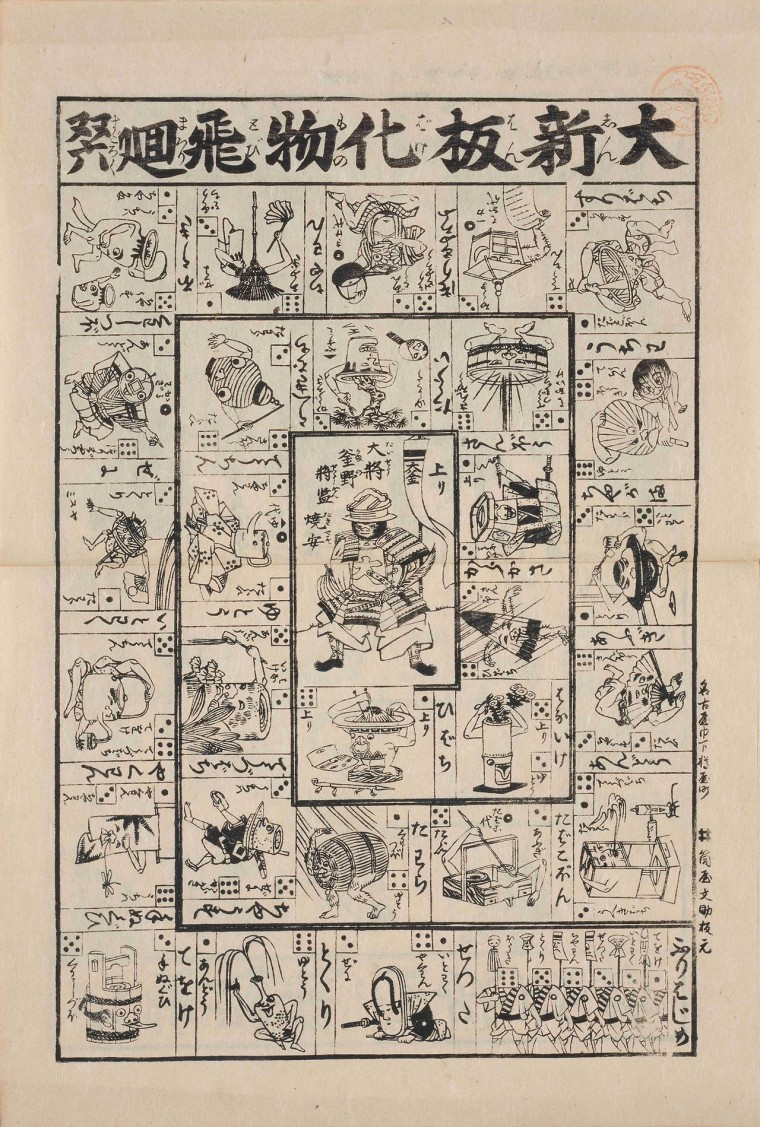
Sugoroku-Spielbrett mit Tsukumogami; anonymer Holzschnitt, um 1850

Tsukumogami (jap. 付喪神, gelegentlich auch 九十九神; zu deutsch „Artefakt-Geister“) sind Wesen des japanischen Volksglaubens. Sie stellen eine besondere Gruppe der Yōkai dar: Es handelt sich um verschiedene beseelte Gebrauchs- und Alltagsgegenstände, die zu Yōkai werden und zum Leben erwachen sollen.
Tsukumogami werden gemäß Überlieferung nach Ablauf von 100 Jahren „geboren“, wenn der betroffene Gegenstand verwahrlost und/oder achtlos weggeworfen wurde. Der Glaube an ihre Existenz lässt sich bereits in Schriften der Heian-Zeit nachweisen, ihre Blütezeit erleben diese Wesen während der späten Edo-Zeit. Zu Beginn der Glaubensverbreitung, welche dem Shingon-shū (der chinesischen Tradition der Mizong-Schule) entspringt und Eingang in den Shintoismus gefunden hat, werden Tsukumogami als rachsüchtig und blutrünstig beschrieben. In späteren Schriften, besonders in jenen der Edo-Zeit, wurde der Charakter der Artefakt-Geister mehr und mehr verharmlost, bis sie etwa seit Mitte des 20. Jahrhunderts in zahllosen Romanen, Mangas, Filmen und sogar Kabuki-Stücken porträtiert und parodiert wurden und werden. Noch heute sind einige Tsukumogami in Japan besonders unter Kindern und Jugendlichen bekannt und beliebt.

## Etymologie des Begriffs
Die Herkunft der Bezeichnung Tsukumogami und ihrer Schreibung mit den Kanji 付喪神 (wörtlich „Trauer zufügender Gott“) ist nicht gesichert. Es wird allgemein angenommen, dass die verwendeten Schriftzeichen einen Gleichklang mit der Silbenfolge tsukumogami (つくもがみ) darstellen. Einerseits wurden üblicherweise, wenn chinesische Schriftzeichen zur Darstellung dieser Lautfolge verwendet wurden, die Zeichen 九十九髪 (wörtlich „Haar von 99 [Altersjahren]“) gebraucht. In dieser Form geschrieben bezeichnet der Begriff poetisch das Haar eines oder einer 99-Jährigen und steht symbolisch für ein sehr langes Leben. Tsukumo wiederum ist eine Verkürzung von tsugu („nächstes“) und momo („100“). Die 99 [Jahre] wurden auch gewählt, weil das Schriftzeichen 白 für „weiß“ dem für „Hundert“ 百 ähnelt, dem der obere Strich fehlt, der wiederum dem für „Eins“ 一 gleicht.
Andererseits steht diese Silbenfolge wiederum in einem engen Zusammenhang mit einem Gedicht aus der 63. Episode des Ise Monogatari, in dem die Beziehung eines Mannes zu einer alten Frau geschildert wird. Für die Frau wird in dem Gedicht die Bezeichnung Tsukumogami verwendet, um anzudeuten, dass ihr Haar viele Jahre alt sei. Dabei ist Tsukumo wiederum ein alter Name der Zebrasimse (Scirpus tabernaemontani), deren Blütenstand an das Haar eines alten Menschen erinnert. Takako Tanaka vermutet, dass die Schreibung der Bezeichnung dieser alten Frau mit den Kanji 付喪神 aus つくも髪 (dt. „Haar von 99“) entstanden ist, um durch deren Verwendung den bedrohlichen Charakter der Frau zu betonen, die auf nächtlichen Streifzügen Ariwara no Narihira schmerzhaftes Leid zufügt. In den Tsukumogami ki (siehe weiter unten im Text) wurden die Kanji 付喪神 dann zur Bezeichnung der „Artefakt-Geister“ verwendet.
Noriko T. Reider vermutet, dass die Verwendung dieser Schreibung eine gezielte Anspielung auf einen chinesischen Text des 4. oder frühen 5. Jahrhunderts mit dem Titel sōu shén jì (捜神記; dt. „Auf der Suche nach Göttern“) ist. Die japanische Lesung dieser Schriftzeichen lautet Sōshin ki. Die On-Lesung der Kanji 付喪神記 ist Fusōshin ki, was wiederum ein Homonym für fu Sōshin ki (dt. „Ergänzung zum Sōshin ki“) ist. Inhaltlich wird diese Deutung dadurch gestützt, dass die „Artefakt-Geister“ der Tsukumogami ki zunächst einen shintōistischen Schöpfergott verehren, um dann ihr Heil im Shingon-Buddhismus zu finden.
Die zweite Schreibung der „Artefakt-Geister“ mit den Kanji 九十九神 (wörtlich „Gottheit von 99 [Altersjahren]“) leitet sich nach Kazuhiko Komatsu daraus ab, dass 九十九髪 „Langlebigkeit“ bedeutet und dass durch diese Langlebigkeit besondere Kräfte erworben wurden. Die Aussprache der Kanji 髪 (dt. „Haar“) und 神 (dt. „Gottheit“) ist homonym und somit lautet in beiden Fällen die Aussprache Tsukumogami. Durch die Schreibung 九十九神 werden Geistwesen symbolisiert, die durch Menschen oder Gegenstände mit sehr hohem Alter geprägt sind und zu Gespenstern werden, sobald sich durch ihr Handeln etwas Mysteriöses ereignet.

## Definition

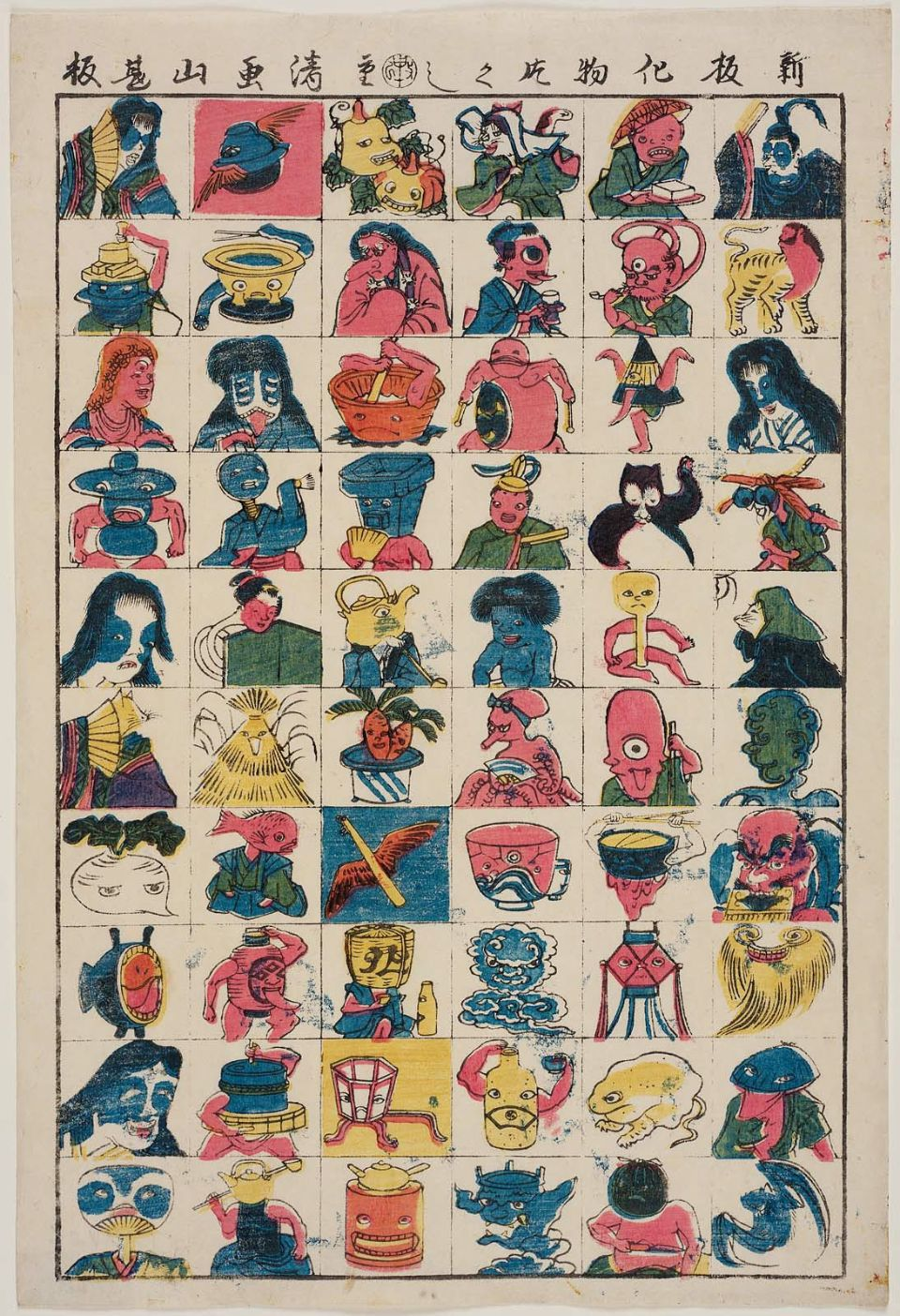
Tsukumogami und Yōkai, Farbholzschnitt von Shigekiyo, 1860

Der Glaube an Tsukumogami und deren Wirken entspringt einer bestimmten Form des Buddhismus, dem Shingon-shū, ist aber auch im Shintōismus vertreten. Beide Religionen lehren, dass auch scheinbar tote Objekte jederzeit „belebt“ und verwandelt werden können, weil auch sie eine Seele besitzen. Diese scheinbar toten Objekte erlangen ebenso wie Menschen, beziehungsweise die Seelen Verstorbener, mit dem Erreichen eines sehr hohen Alters übernatürliche, magische Fähigkeiten und können, wenn sie entsprechend geehrt und geachtet werden, als Kami (Geistwesen) in eine „andere Welt“ wechseln. Der Glaube an die „beseelten“ natürlichen Objekte wurde spätestens im Verlauf des 14. Jahrhunderts auf von Menschen hergestellte Gegenstände (Artefakte) übertragen und verbreitete sich über ganz Japan. Dem alten japanischen Volksglauben zufolge sind Tsukumogami somit Yōkai, die sich nach Ablauf von 100 Jahren entwickeln, wenn der betroffene Gegenstand nach einem langen Gebrauch nicht mit der ihm gebührenden Achtung entsorgt wurde und die dem Gegenstand innewohnende Seele nicht als Kami verehrt wird. Oder es sind in Gebrauch befindliche Gegenstände, die mindestens 100 Jahre alt sind („ihren 100. Geburtstag erreicht“ haben) und nicht ihrem hohen Alter entsprechend geehrt, beziehungsweise verwahrlost, werden. In dieser Form verbreiten die Tsukumogami unter Menschen Angst und Schrecken und spielen ihren ehemaligen Besitzern üble Scherze, sind jedoch letztlich eher harmlos. Wenn diese Yōkai aber durch ein besonderes shintōistisches Ritual zu Gestaltwandlern werden und den Oni (Dämonen) vergleichbare magische Kräfte erlangen, können sie zu blutgierigen Monstern werden und an den Menschen grausame Rache für die ihnen angetane Schmach üben.
Zu den typischen Objekten, die zu Kami oder Yōkai werden können, gehören Haushaltswaren (zum Beispiel Laternen, Teekessel und Futons), Alltagsgegenstände (zum Beispiel Uhren und Regenschirme), Kleidungsstücke (zum Beispiel Mäntel und Sandalen) und Musikinstrumente (zum Beispiel Biwas, Shamisen und Gongs). Dabei ist auffällig, dass selbst die moderne Folklore stets nur handgefertigte Artefakte lebendig werden lässt, die ohne Elektrizität betrieben oder genutzt werden. Dem liegt vermutlich der Wunsch nach Rückkehr zu alten Traditionen und Werten zugrunde, wie er in Japan noch heute weit verbreitet ist.

## Charakter
Für gewöhnlich werden Tsukumogami als harmlose Wesen mit kindlichem Charakter beschrieben, die durch ihre Umtriebigkeit lediglich um Aufmerksamkeit heischen. Durch ihr Verhalten, das sehr an Poltergeist-Aktivitäten westlicher Kulturen erinnert, wollen Tsukumogami gemäß der Folklore ihre ehemaligen Besitzer daran erinnern, dass diese sich um ihren Hausstand und alle darin befindlichen Gegenstände und Artefakte kümmern müssen. Die eigentlichen Hauptmotive sind demzufolge Langeweile und Kummer. Vielen Tsukumogami wird nachgesagt, dass sie im besten Falle einfach das Haus verlassen und weglaufen, wenn sie weiterhin ignoriert werden.
Wenn Tsukumogami hingegen durch acht- und rücksichtslose Entsorgung seitens ihrer ehemaligen Besitzer entstehen, können sie diesen nachstellen, da sie zunächst allein von angestauter Frustration angetrieben werden. Auch soll Neid eine Rolle spielen, dieser richtet sich allerdings gegen neu erworbene Haushaltsgegenstände, welche die alten ersetzen sollten. Aus diesem Grund sollen Tsukumogami nicht selten große Verwüstungen im betroffenen Haus anrichten. Die meisten Tsukumogami spielen den Bewohnern, in deren Haushalten sie „geboren“ wurden, zunächst alberne Streiche. Wurden sie hingegen schlecht behandelt, werden sie von Wut und Rachsucht angetrieben, nehmen gewalttätige Züge an und attackieren die Hausbewohner. Viele Tsukumogami sollen sich gern mit andersgestaltigen Artefaktgeistern versammeln, um dann regelrechte Partys zu feiern.

## Geschichte

### Vorgeschichte und literarischer Ursprung
Die früheste Erwähnung von belebten, geisterhaften Haushaltsgegenständen findet sich in der Literatur der späten Heian-Zeit (794–1184) aus dem 12. Jahrhundert, zum Beispiel in zwei Erzählungen aus dem Konjaku Monogatari shū (今昔物語集, dt. „Anthologie alter Erzählungen“), die um 1120 aufgezeichnet wurden. In einem Fall handelt es sich um eine kupferne Karaffe, deren Geist sich in einen Menschen verwandelt und der darum bittet, dass die bereits vergrabene Karaffe wieder ausgegraben wird. Im anderen Fall ergreift ein bösartiger Oni Besitz von einem kleinen Öltopf und tötet in dieser Form ein krankes Mädchen. Andere Erzählungen aus derselben Zeit berichten ebenfalls von Gegenständen, die von bösen Geistern befallen wurden und in dieser Form Menschen Schaden zufügten. In den frühen Schilderungen werden die Gegenstände überwiegend nicht selbst zu Geistern, sondern werden von fremden Geistern besessen.
Die erste bekannte bildliche Darstellung von Tsukumogami findet sich in der Bildrolle Tsuchigumo no Sōshi Emaki (土蜘蛛草紙絵巻, dt. „Bildrolle von der Erzählung über die Spinne“) aus der späten Kamakura-Zeit (1185–1335). In dieser Rolle wird vom Kampf Minamoto no Yorimitsus gegen eine mythische Riesenspinne berichtet. Im Eingangsbereich des von der Spinne bewohnten Hauses versuchen verschiedene Gespenster, darunter auch Tsukumogami, Yorimitsu am weiteren Vorgehen zu hindern.

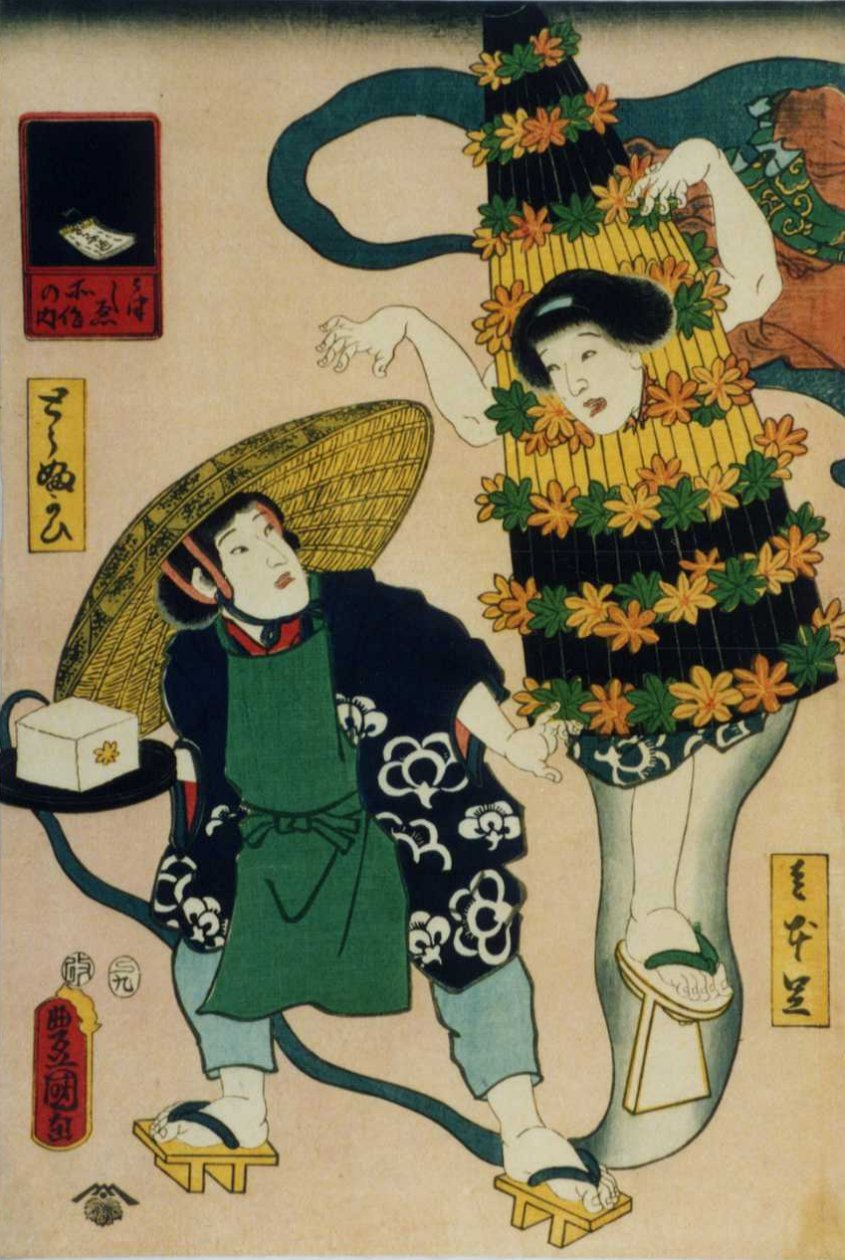
Kasa-obake, Farbholzschnitt von Kunisada, 1857

In bebilderten Texten aus der Muromachi-Zeit (1336–1573) wurden Tsukumogami erstmals ausführlicher beschrieben. In dieser Zeit erhielten sie auch ihre Bezeichnung als Tsukumogami und sind ausschließlich Geister, die den Gegenständen selbst innewohnen. Die Vorstellung, dass die Tsukumogami von Geistern oder Oni besessen würden, wird von den Autoren der Texte ausdrücklich als falsch zurückgewiesen. Die Texte sind dem Genre der Otogizōshi (御伽草子; „Unterhaltungsbücher“) zuzurechnen und in mehreren handschriftlichen Exemplaren aus dem Ende des 15. Jahrhunderts überliefert. Sie tragen unterschiedliche Titel, wie Hijō jōbutsu emaki (非情成仏絵巻, dt. „Illustrierte Handrollen über das Erlangen der Buddhaschaft durch bewusstlose Lebewesen“), Tsukumogami ki (付喪神記, dt. „Aufzeichnung über Geister der Haushaltsgegenstände“), Tsukumogami (付喪神, dt. „Geister der Haushaltsgegenstände“) und Tsukumogami emaki (付喪神絵巻, dt. „Illustrierte Handrollen der Geister der Haushaltsgegenstände“), und werden zusammenfassend als Tsukumogami ki bezeichnet. Die Texte waren in unterhaltsamer Form und nach Ansicht von Noriko T. Reider in der Absicht geschrieben, die Lehren des Shingon-Buddhismus zu verbreiten. Wahrscheinlich existierten bereits zuvor weitere Exemplare, die in adeligen Kreisen kursierten.
Weitere Darstellungen von Tsukumogami befinden sich auf Bildrollen, die allgemein mit dem Begriff Hyakki yagyō emaki (百鬼夜行絵巻, dt. „Bebilderte Handrollen nächtlicher Prozessionen von 100 Geistern“) bezeichnet werden. Solche Bildrollen hätte es nach Elizabeth Lillehoj bereits im 14. Jahrhundert und möglicherweise bereits früher gegeben. Die Bildrollen stellen den Aufmarsch zahlreicher unterschiedlicher Yōkai dar, die nach Mitternacht durch die Straßen der Städte ziehen und die Menschen in Angst versetzen. Geschildert werden die geisterhaften Aufmärsche bereits im Ōkagami (大鏡, dt. „Der große Spiegel“, ca. 1085–1125) und im Konjaku monogatari shū, allerdings ohne dass die beteiligten Geister in diesen Texten selbst beschrieben wurden. Die älteste erhaltene Bildrolle dieser Art befindet sich im Zweigtempel Shinju-an auf dem Gelände des Daitoku-ji in Kyōto. Nach einer umstrittenen Zuschreibung stammt sie von Tosa Mitsunobu (ca. 1434–1525) und wird übereinstimmend auf die erste Hälfte des 16. Jahrhunderts datiert. Bei vielen der auf dieser Bildrolle dargestellten Yōkai handelt es sich um Tsukumogami, wie zum Beispiel ein Kasa-obake oder ein Bake-zori.

### Blütezeit
Während der Edo-Zeit (1603–1868) erreichten die Sagen und Anekdoten um Tsukumogami ihren Höhepunkt. Spätestens mit Beginn der Edo-Zeit hatte sich der Glaube an Tsukumogami auch im einfachen Volk verbreitet. Zahlreiche Sagen, die im 20. Jahrhundert von Volkskundlern aufgezeichnet wurden und den Gattungsbegriff Bakamono-dera (化物寺, dt. „Geister-Tempel“) erhalten haben, berichten von verlassenen Tempeln oder Häusern, in denen nachts Gespenster umgehen. Ein Priester, ein vorbeikommender Wanderer oder auch ein ansässiger Dorfbewohner sieht sich durch widrige Umstände genötigt, in dem verwunschenen Tempel oder Haus zu nächtigen, und wird dort von Geistern und Dämonen heimgesucht. Dem Besucher gelingt es, die Geister zu besänftigen (in einigen Fällen werden sie auch getötet) und das Gebäude so von seinem Fluch zu befreien. In einer Geschichte sind es die Geister eines alten Umhangs aus Stroh, ein alter Strohhut, eine alte Glocke und eine alte Trommel, in einer anderen die Geister einer Kürbisflasche, eines Sonnenschirms, eines Lanzenschaftes, eines Tabletts und zweier Ascheklumpen. In weiteren, von Yanagita Kunio gesammelten Versionen der Bakemono-dera erscheinen beispielsweise die Geister von alten, hölzernen Geta, eines alten Mörsers oder eines alten Holzhammers.
Es wurden zahlreiche Schriftwerke verfasst, die sich speziell Tsukumogami widmen und diese auch abbilden, jedoch ohne dass diese so blutrünstig geschildert sind, wie sie in den vorangegangenen Beschreibungen dargestellt worden waren. Literarische Erwähnung fanden die Tsukumogami zum Beispiel im Sorori monogatari (曾呂利物語, dt. „Erzählungen des Sorori“, um 1620). Darin wird von einem klugen Mönch erzählt, der über Tsukumogami anhand ihrer Namen weissagen kann, aus welchem Gegenstand sie hervorgegangen sind. So nennt er unter anderem den Enyōbō, der die Gestalt einer Kürbisflasche besitzt. Die umfassendste, Edo-zeitliche Darstellung und Beschreibung von Yōkai im Allgemeinen und Tsukumogami im Besonderen findet sich im Werk Toriyama Sekiens, der zwischen 1776 und 1784 vier Bücher mit jeweils mehreren Bänden veröffentlichte. Die rasche Abfolge der Veröffentlichungen und die zahlreichen Neuauflagen, oft auch unter leicht veränderten Titeln, belegen die große Popularität, die die Geisterwelt gegen Ende des 18. Jahrhunderts in Japan hatte. In den Büchern Hyakki yagyō (百鬼夜行, dt. „Nächtliche Prozession von 100 Geistern“, 1776), Konjaku Gazu Zoku Hyakki (続百鬼, dt. „Fortsetzung zu den 100 Geistern“, 1779), Hyakki yagyō shūi (百鬼夜行拾遺, dt. „Nachlese zur nächtlichen Prozessionen der 100 Geister“, 1781) und Hyakki tsurezure bukuro (百器徒然袋, dt. „Sack voller beiläufiger 100 Geister“, 1784) beschreibt Sekien die bekannten Yōkai und damit auch einige Tsukumogami seiner Zeit detailliert und fügt fast allen schriftlich oder mündlich überlieferte Anekdoten hinzu. Andere Tsukumogami hat er sich selbst ausgedacht und machte sie über sein Werk erst bekannt und populär. Überhaupt ist während der Edo-Zeit ein bemerkenswerter Zuwachs an Legenden um Tsukomogami (und andere Yōkai) zu beobachten.

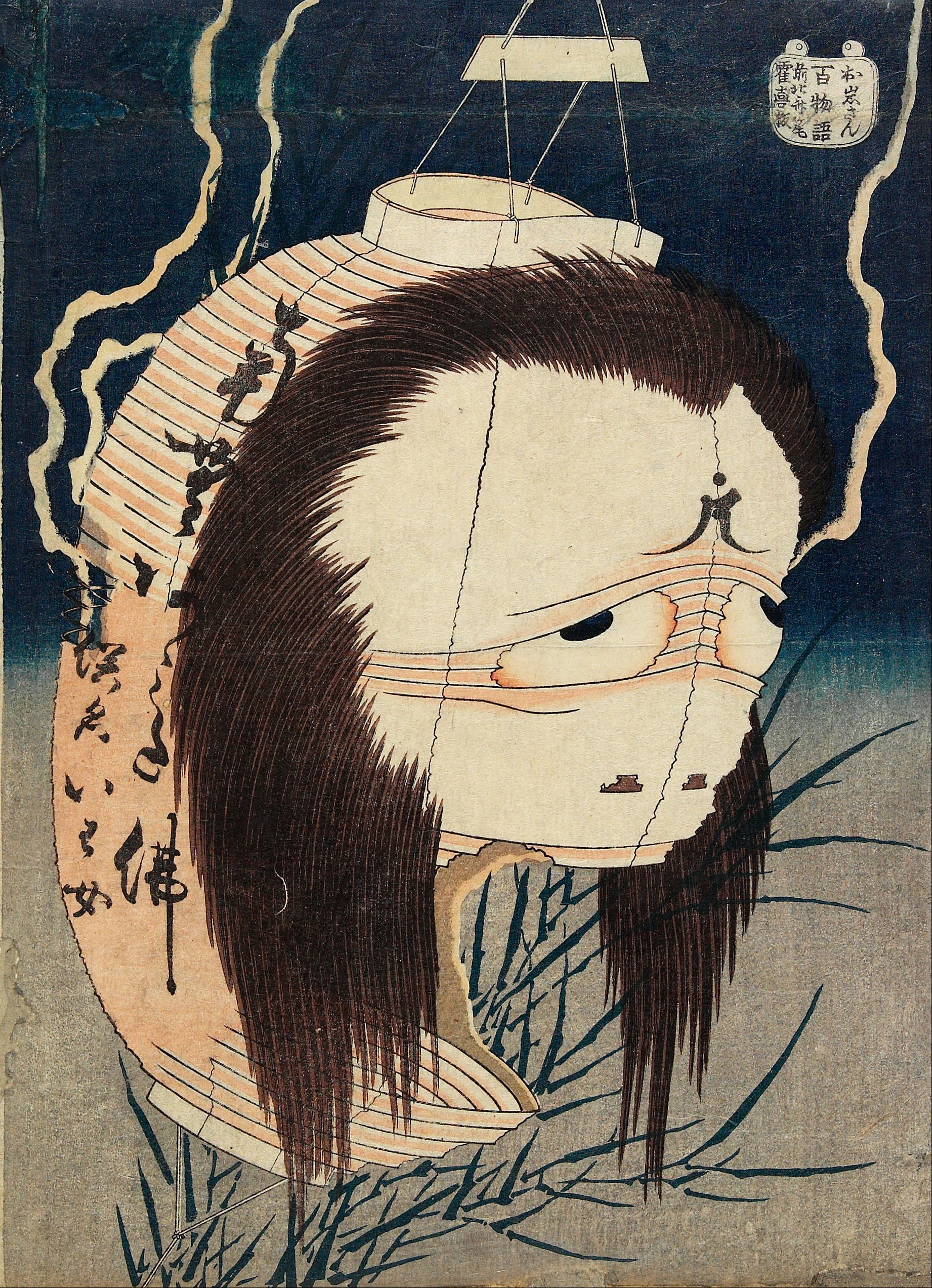
Chōchin Oiwa, Farbholzschnitt von Hokusai, um 1830

Gegen Ende der Edo-Zeit hielten Tsukumogami auch Einzug in die Kabuki-Theater Edos und Ōsakas, wie Darstellungen entsprechender Szenen auf zeitgenössischen Farbholzschnitten von Utagawa Kunisada und Konishi Hirosada belegen. Ein bis heute bekanntes und dargestelltes Tsukumogami stammt aus dem 1825 uraufgeführten Kabuki-Stück Tōkaidō Yotsuya Kaidan (東海道四谷怪談, dt. „Geistergeschichten in Yotsuya an der Tōkai-Straße“). Das Stück handelt von einer Frau namens Oiwa nyōbō Iemon, die von ihrem Mann, dessen Familie und ihrer Nebenbuhlerin in den Tod getrieben wird. Ihr Geist erscheint in der Schlussszene des Stückes zunächst als Papierlaterne, tritt aus dieser hervor und rächt sich an ihrer Schwiegermutter und ihrem Ehemann, Tamiya Iemon. Dieser Geist ist als Chōchin Oiwa, einer Sonderform des Chōchin-obake, auf zahlreichen Farbholzschnitten von Katsushika Hokusai, Utagawa Kunisada und Utagawa Kuniyoshi, den führenden Farbholzschnittkünstlern ihrer Zeit, festgehalten und in Japan bis heute bekannt.
Tsukumogami finden sich auch auf anderen Farbholzschnitten aus dem Ende der Edo-Zeit. Zumindest zwei Sugoroku-Spielbretter, eines von einem unbekannten Künstler und eines von Utagawa Yoshikazu, sind erhalten geblieben. In der Sammlung des MFA Boston befindet sich ein Druck des Hiroshige-Schülers Kiyoshige, mit dem Titel Shinpan bakemono zukushi (新板化物づくし, dt. „Eine neue Sammlung von Gespenstern“), auf dem in kindgerechter Weise 60 unterschiedliche Geister, darunter zahlreiche Tsukumogami, abgebildet sind.

### Gegenwart
Wie Komatsu berichtet, war es in Japan lange Zeit üblich, am 14. oder 15. Tag des ersten Monats ein spezielles Neujahrsfest für die Haushaltsgegenstände zu feiern und sie durch Opfergaben zu ehren. Dieser Brauch ist mittlerweile in Vergessenheit geraten, aber bis heute wird in Japan in jeder letzten Dezember-Woche eine Art Fest namens Susuharai (煤払い, dt. „Staub vertreiben“) abgehalten, dessen Ursprünge sich bereits im frühen 13. Jahrhundert nachweisen lassen. Im Verlauf des Festes werden Häuser und Haushalte sowohl reinigungstechnisch als auch rituell grundgereinigt. Insbesondere von älteren Japanern werden alte oder kaputte Sachen (z. B. Möbel, Garderoben, Puppen und Musikinstrumente), die durch neue ersetzt werden sollen, zunächst zu einem nahegelegenen Schrein gebracht, um dort gesegnet zu werden. Die Gegenstände werden einer formellen Zeremonie (供養, Kuyo) unterzogen, bevor sie weggegeben oder auf dem Sperrmüll entsorgt werden. So soll man verhindern können, dass in den eigenen vier Wänden Tsukumogami „geboren“ werden. Eine andere Tradition, die an die Furcht vor Tsukumogami knüpfen mag, ist jene, zum Beispiel zerbrochene oder abgenutzte Stricknadeln in Tofuwürfel zu betten und sie würdevoll zu verabschieden.

## Legenden und Folkloren
In den Tsukumogami ki (付喪神記, dt. „Aufzeichnung über Geister der Haushaltsgegenstände“) aus der Muromachi-Zeit wird geschildert, wie sich die aus dem Haushalt achtlos entfernten Gegenstände versammeln und ihr Schicksal beraten. Die Gegenstände beschließen, sich an den Menschen für die ihnen angetane Schmach zu rächen und sich durch die Macht eines shintōistischen Schöpfergottes in beseelte Wesen verwandeln zu lassen. Die einzige Gegenstimme von Seiten eines abgelegten buddhistischen Rosenkranzes, doch besser Feindseligkeit mit Güte zu beantworten, schlagen sie dabei in den Wind. Die Gegenstände unterziehen sich dem Shintō-Ritual und werden dadurch beseelte, rachsüchtige Tsukumogami. Sie nehmen unterschiedliche Formen an: Sie werden junge oder alte Männer oder Frauen, Tiere (wie zum Beispiel Füchse oder Wölfe), Dämonen oder Kobolde. Allen Gestalten gemeinsam ist, dass sie furchteinflößend jenseits jeder Beschreibung sind. Die Geister siedeln sich hinter dem Berg Funaoka an und überfallen von dort immer wieder die Hauptstadt und deren Umgebung, wo sie die Menschen und ihre Haustiere töten und ihre Opfer als Nahrung mit sich nehmen. Sie errichten eine Burg aus Fleisch und bauen einen Brunnen, aus dem Blut strömt. Sie begehen teuflische Taten und sind gegen alles Menschliche aggressiv. Um ihrem Schrecken Einhalt zu gebieten, findet am kaiserlichen Hof schließlich ein buddhistisches Ritual statt, in dessen Folge „Göttliche Knaben“, die Begleiter der „Schützer der Lehre“, erscheinen und den Kampf gegen die Geister aufnehmen. Die „Göttlichen Knaben“ vernichten die Geister jedoch nicht, sondern nehmen ihnen den Schwur ab, von ihrer Rache an den Menschen abzulassen und sich auf den Weg des Buddha zu machen. Die Geister halten ihren Eid, ziehen sich in entlegene Bergtäler zurück und erlangen schließlich nach ausgiebigen Studien alle Buddhaschaft.
Moderne Anekdoten um Tsukumogami sind auch heute in Japan verbreitet. So geht in der Präfektur Ehime die Sage um, dass ein verhexter Regenschirm im Bezirk Higashimurayama ahnungslose Spaziergänger, die von Platzregen überrascht wurden, dazu verleite, den Schirm aufzuspannen, um sich vermeintlich vor dem Regen zu schützen. Doch stattdessen packt der Kasa-obake seine Opfer am Handgelenk und trägt sie meilenweit davon.
In Japan erzählen viele Eltern ihren Kindern noch heute, ein Chōchin-obake würde sie nachts aus ihren Betten locken und entführen. Vermutlich soll den Kindern mit derlei Gruselgeschichten das nächtliche Herumstromern und Nicht-schlafen-wollen abgewöhnt werden.

## Tsukumogami in moderner Subkultur

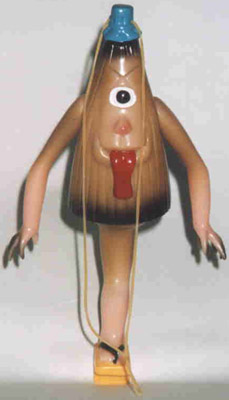
Eine Spielzeugfigur in Gestalt des Kasa-obake.

### Tsukumogami heute
Vorstellungen und Bilder von Tsukumogami sind im modernen Japan auch abseits der traditionellen Glaubenswelt populär, sie sind beliebt als fiktive Figuren. Verschiedene Artefakt-Geister sind sehr bekannt und erfahren einen entsprechenden Wiedererkennungswert, besonders unter Kindern und Jugendlichen. Dies ist teilweise darauf zurückzuführen, dass Tsukumogami wie Bake-zōri, Kasa-obake und Chōchin-obake jene Haushalts- und Alltagsgegenstände verkörpern, die noch heute täglich im Gebrauch sind, sodass man sich leichter an ihre Gestalt erinnert.

### Moderne Medien
Die anhaltende Popularität um Tsukumogami lässt sich vor allem damit erklären, dass Tsukumogami und andere Yōkai nicht nur in bebilderter Romanliteratur immer wieder thematisiert werden, sondern inzwischen auch in modernen Medien wie Anime-Serien, Mangas, Kabuki-Theatern, Horrorfilmen, Computerspielen und sogar als Spielzeuge in Erscheinung treten.
Viele Tsukumogami-Gestalten sind in Japan als Spielzeuge und als Motive auf Sammelkarten verbreitet. So werden beispielsweise Hampelmänner in Gestalt des Kasa-obake verkauft. Durch ihr regelmäßiges Erscheinen in modernen Medien wird die Bekanntheit und Beliebtheit von Tsukumogami unter jungen Menschen auf effektive Weise aufrechterhalten und gefördert. Bei bestimmten Artefakt-Geistern, wie dem Kasa-obake, erklärt sich ihre Bekanntheit auch dadurch, dass ihr Aussehen leicht zu beschreiben und nachzuzeichnen ist, weshalb diese Wesen bei Kindern und Jugendlichen als Mal- und Skizzenmotive beliebt sind.
In den frühen 1970er Jahren erfuhren Tsukumogami wie der Kasa-obake eine Art modernes Comeback in der modernen Filmindustrie. In verschiedenen Yōkai-Filmen, wie zum Beispiel Yōkai Hyaku Monogatari von Yasuda Kimiyoshi aus dem Jahr 1968, erscheinen Kasa-obake, denen im Film herausragende Rollen zukommen. In dem Fantasy-Horrorfilm Yōkai Daisensō (Great Yōkai War) von Yoshiyuko Kuroda aus dem Jahr 1966 reist der Yōkai-Junge GeGeGe no Kitarō in die Menschenwelt, um einen Helden zu finden, der die Monster-Welt vor bösartigen Tsukumogami und verräterischen Yōkai rettet. In dem Remake von Miike Takashi aus dem Jahr 2006 wird hingegen ein kleiner Junge aus Tokio in einen Krieg zwischen gutmütigen Yōkai und bösartigen Tsukumogami hineingezogen. Auch in zahllosen Anime-Serien und -Filmen sind animierte und zum Leben erweckte Haus- und Alltagsgegenstände wiederkehrende Themen, so zum Beispiel in Chihiros Reise ins Zauberland, wo ein Chōchin-obake in Gestalt einer einfüßigen Hoflaterne Chihiro bei ihrem Besuch bei Hexe Zeniba entgegenhüpft, um ihr den Weg zum Hexenhaus zu leuchten. In dem Manga Tsugumomo kämpfen Menschen zusammen mit Tsukumogami gegen Geister, die von Menschen Besitz ergreifen.
Eine bekannte Präsentation verschiedener Tsukumogami in Computerspielen ist im Game-Boy-Spiel Super Mario Land 2 zu finden. Dort sind ganze Level (zum Beispiel Pumpkin Zone, dt. „Kürbis-Zone“) verschiedenen Yōkai und Tsukumogami gewidmet. Tsukumogami, welche dort dem Protagonisten Mario auflauern, sind der Chōchin-obake und der Kasa-obake. Während der Chōchin-obake reglos in der Luft schwebt und lediglich versucht, Mario mit seiner langen Zunge zu treffen, springt der Kasa-obake hoch in die Luft, spannt seinen Schirm auf und fliegt dem Helden behände hinterher. Ein weiteres Beispiel ist das Videospiel Tsukumogami (englische Titelversion: 99 Spirits), das im feudalen Mittelalter Japans spielt und von jugendlichen Dämonenjägern handelt.

### Parallelen in westlichen Film- und Unterhaltungsmedien
Die Vorstellung von animierten und beseelten Objekten findet sich auch im westlichen Kulturkreis. Besonders Zeichentrick- und Fantasyfilme, die von den Walt Disney Studios entworfen und herausgebracht wurden, lassen gemäß Autoren wie zum Beispiel Patrick Drazen in bestimmten Einzelszenen deutliche Parallelen zu Tsukumogami-Erscheinungen erkennen. Ein Paradebeispiel sei Disneys Die Schöne und das Biest: Im Schloss des Biests treiben beseelte Haushaltsgegenstände und Geschirr ihr Unwesen. Ob und wie weit die japanische Kultur diese westlichen Vorstellungen beeinflusst hat, ist allerdings ungeklärt.

## Bekannte Tsukumogami
Zu den bekanntesten und beliebtesten Tsukumogami gehören:
- Bake-zōri: Wandelnde Reisstroh-Sandalen mit zwei Armen, zwei Beinen und einem Auge. Sie sollen nachts durch das Haus rennen und lauthals singen.
- Biwa-bokuboku: Eine beseelte Biwa, die nachts erwachen und laut wehklagend spielen und singen soll. Sie beklagt ihre Vernachlässigung.
- Boroboroton: Ein schmuddeliger Futon, der zum Leben erwacht und den Schlafenden umschlingt, um ihn zu erdrosseln.
- Chōchin-obake: Eine beseelte Chōchin-Laterne, die ahnungslose Wanderer und Hausbewohner erschreckt.
- Kameosa: Ein beseelter Sake-Krug, der niemals leer wird, wenn er gut behandelt wird.
- Kasa-obake: Ein besessener Papierregenschirm mit einem Bein, zwei Armen, einem Auge und einer langen Zunge.
- Kosode-no-te: ein besessener Kimono, der Badegäste begrapschen und Männer erwürgen soll.
- Koto-furunushi: Eine beseelte Koto, die von selbst spielen soll, wenn niemand hinsieht.
- Nyūbachi-bō: Eine beseelte Zimbel, deren lautes Scheppern vor bösen Geistern warnen soll.
- Shamisen-chōrō: Eine beseelte Shamisen, die für ein Almosen von selbst spielen soll.